# Elizaveta Nikolaevna Zubova

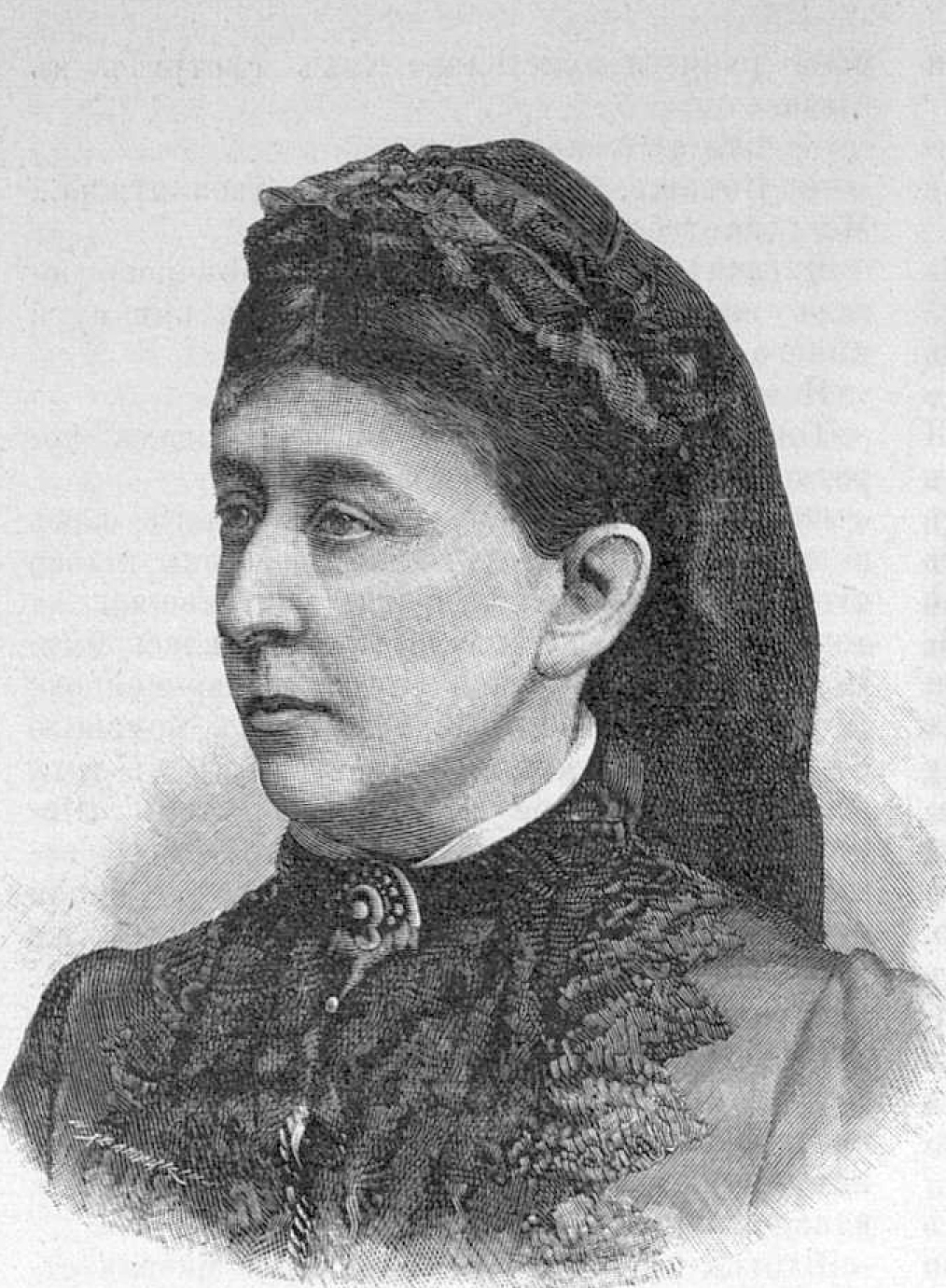
Elizaveta Nikolaevna Zubova (Gejden)

Contessa Elizaveta Nikolaevna Zubova (in russo: Елизавета Николаевна Зубова; 21 dicembre 1833 – 6 maggio 1894) è stata un'attivista russa.

## Biografia
Era la figlia del conte Nikolaj Dmitrievič Zubov (1801-1871), e di sua moglie, Aleksandra Gavrilovna Raymond-Moden (1807-1839), discendente di Raymond Moden. Suo nonno Dmitrij Aleksandrovič Zubov era il fratello di Platon Aleksandrovič Zubov, favorito di Caterina II. All'età di cinque anni perse la madre.

## Matrimonio
Nel 1854 sposò il conte Frederick van Heiden (1821-1900), figlio di Lodewijk van Heiden e Anne-Marie Akeleye. Ebbero sette figli:
- Nikolaj (1856-1919), sposò Evgenija Petrovna Kropotkina;
- Aleksandra (1857-1922), sposò Pavel Aleksandrovič Rausch Traubenberg;
- Aleksandr (1859-1919), sposò in prime nozze Aleksandra Vladimirovna Musina-Puškina e in seconde nozze Aleksandra Olenina;
- Dmitrij (1862-1926), sposò Ekaterina Michajlovna Dragomirova;
- Marija (1863-1939), sposò il conte Aleksandr Dmitrievič Šeremetev;
- Ol'ga (1864-1917);
- Elizaveta (1868-1920), sposò Andrej Romanovič Knorring.

Compì molte opere di carità nella Croce Rossa russa. Nel 1869 istituì dei corsi di formazione per l'istituzione del corpo infermieristico, in grado di fornire assistenza nei conflitti. 
Elizaveta era interessata anche alla letteratura, infatti era una conoscente di Fëdor Dostoevskij, con cui intratteneva una corrispondenza.

## Morte
Morì il 6 maggio 1894.